# Juan José Pizzuti
Juan José Pizzuti (Buenos Aires, 9 maggio 1927 – Buenos Aires, 24 gennaio 2020) è stato un calciatore e allenatore di calcio argentino, di ruolo attaccante.

## Carriera

### Club
Ha sempre giocato nel campionato argentino, vincendolo tre volte.

### Nazionale
Ha collezionato 12 presenze con la maglia della nazionale.

## Palmarès

### Giocatore

#### Club

##### Competizioni nazionali
- Campionato argentino: 3

Racing Avellaneda: 1958, 1961
Boca Juniors: 1962

#### Nazionale
- Campeonato Sudamericano de Football: 1

Argentina 1959

### Allenatore

#### Competizioni nazionali
- Campionato argentino: 1

Racing Avallaneda: 1966

#### Competizioni internazionali
- Coppa Libertadores: 1

Racing Avallaneda: 1967
- Coppa Intercontinentale: 1

Racing Avallaneda: 1967